# Freires (La Coruña)
Freires o San Pablo de Freires (llamada oficialmente San Paulo dos Freires) es una parroquia española del municipio de Ortigueira, en la provincia de La Coruña, Galicia.

## Entidades de población
Entidades de población que forman parte de la parroquia:
- A Carrasca
- A Picheira
- As Teixoeiras de Baixo (As Teixoeiras de Abaixo)
- As Teixoeiras de Riba (As Teixoeiras de Arriba)
- A Veiga
- Ferreiroas
- Figueiras
- Lombao de Baixo (Lombao de Abaixo)
- Lombao de Riba (Lombao de Arriba)
- O Campo de Baixo (O Campo)
- O Carballeiro
- O Castelo
- O Piñeiro
- O Saido
- O Salgueirón
- Os Loureiros de Baixo (Os Loureiros de Abaixo)
- Os Loureiros de Riba (Os Loureiros de Arriba)
- Portobó
- Rego (O Rego)
- Salgueirón
- Subsaído (Susaído)

## Despoblados
- A Igrexa
- A Pradia
- As Aguieiras
- As Paxonetas
- Meixido

## Demografía
| Gráfica de evolución demográfica de Freires entre 2000 y 2019 |
|                                                               |
| Datos según el nomenclátor publicado por el INE.              |